# Canalicule tympanique
Le canalicule tympanique (ou canal tympanique ou canal de Jacobson) est un petit canal creusé dans l'os pétreux.
Il s'ouvre en bas sur la crête entre la fosse jugulaire et l'ouverture externe du canal carotidien.
Il se dirige en haut et latéralement pour déboucher dans la cavité tympanique.
Il permet le passage du nerf tympanique et de l'artère tympanique inférieure.